# Harry Stafford
Harry Stafford (Q4 1869 – 1940) a fost un fotbalist englez. Stafford s-a transferat la „Newton Heath”, numele de atunci al lui Manchester United, de la Crewe Alexandra F.C. în 1896. Conform legendei, pe când Stafford era căpitanul lui Newton Heath, câinele său a fugit până la înstăritul producător de bere John Henry Davies. Lui Davies i-a plăcut câinele, și discutând cu proprietarul, a fost convins de acesta să investească la Newton Heath, care se afla aproape de desființare din cauza problemelor financiare. Davies a decis să intervină pentru a plăti datoriile clubului, și a fost ales președinte.
Stafford s-a retras din activitate în 1903.